# El Ciclista de Enoden

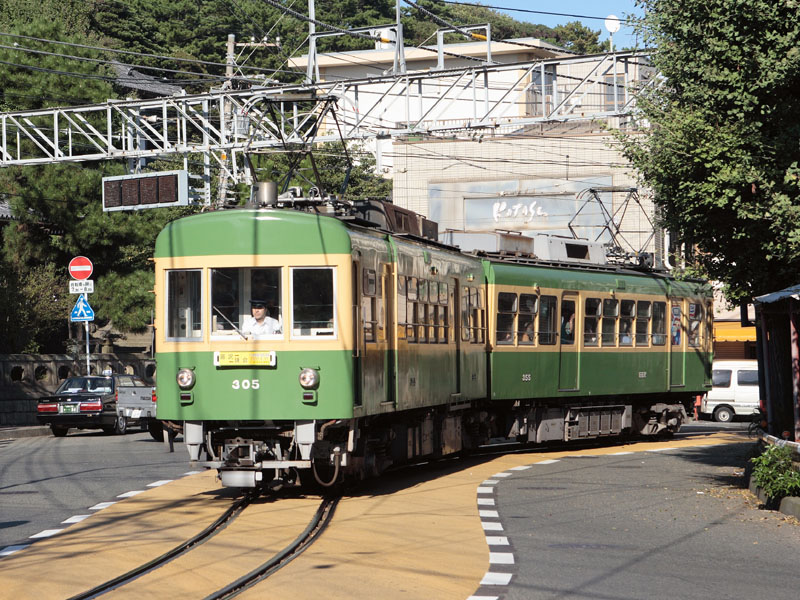
Un tren 300 tipo 305 cerca de la intersección de Katasekaigan 1-chome (operación comercial del 14 de septiembre de 2005).
El sitio desde donde se grabó el video que causó el revuelo es casi el mismo que el de esta foto.

El Ciclista de Enoden o Enoden Bicycle Niki (江ノ電自転車ニキ) es el apodo dado a un neoyorquino que causó gran revuelo debido a la discusión que tuvo con unos aficionados a los trenes que estaban fotografiando un tren del Ferrocarril Eléctrico de Enoshima al costado de las vías el 5 de agosto del año 2021 (año 3 de la era Reiwa).

## La historia

### El enfrentamiento
A la medianoche del 5 de agosto de 2021 (3.er año de Reiwa), los aficionados trataron de tomar una foto de la prueba de funcionamiento del tren 305 tipo 300 del Ferrocarril Eléctrico de Enoshima (después de que se había completado la inspección y la pintura del mismo) que circula en Kanagawa, entre la estación de Koshigoe y la estación de Enoshima. Los fanáticos del ferrocarril se reunieron en la intersección de Katasekaigan 1-chome (frente a Ryuguchiji) en la ciudad de Fujisawa, prefectura de Kanagawa. Según los vecinos, el número de fotógrafos aumentó alrededor de las 19:00, y la mayoría de las 30 o más personas que se reunieron parecían ser menores de edad, como estudiantes de secundaria y preparatoria. El tren 305, el más antiguo del Ferrocarril Eléctrico de Enoshima (construido en 1960), estaba programado para hacer un viaje de prueba de ida y vuelta entre la estación Gokurakuji y la estación Fujisawa de 22:30 a 23:30 ese día. Según el Ferrocarril Eléctrico de Enoshima, el cronograma de esta prueba no se había anunciado públicamente.
Alrededor de las 22:50, cuando el tren (que se dirigía a la estación de Enoshima) estaba a punto de pasar por la intersección, apareció un hombre corriendo en una bicicleta rosa junto al tren. El hombre vestía una camiseta y pantalones cortos, y llevaba la mano izquierda levantada. Un fanático que estaba tratando de tomar una foto del tren le advirtió al hombre que se mantuviese alejado del tren gritándole, pero él no respondió, por lo que los fanáticos del ferrocarril se apresuraron a intervenir. El hombre de la bicicleta parecía confundido, pero después de que algunos fanáticos le gritasen, otra persona intervino, y el hombre de la bicicleta armó un escándalo con el intermediario. Luego de intercambiar la palabra «paz» y regresar a su casa, la confusión se calmó por un tiempo.

### La viralización del video
Un video de los hechos se difundió en Twitter y, hasta las 21:30 horas del 6 de agosto de 2021, se habían registrado más de 16 000 retuits, llamando luego al hombre que andaba en bicicleta Enoden Bicycle Niki (‘Niki, el ciclista de Enoden’). El video pronto se viralizó con el título de «El joven montando una bicicleta junto al Enoden», y resultó que el ciclista era el dueño de un restaurante mexicano. Si bien hubo una mayoría de opiniones en la red criticando el comportamiento de los fanáticos que le gritaron al ciclista de Enoden, también hubo varios quejándose del comportamiento de este.

### Repercusión sobre Niki y su restaurante
Luego de haberse dado a conocer que el ciclista era dueño de un restaurante mexicano, entre el 7 y el 8 de agosto del mismo año el restaurante comenzó a ser atacado y a recibir la calificación más baja dada a los restaurantes (bombardeo de reseñas), y Niki comenzó a recibir comentarios de acoso. Sin embargo, en respuesta a esto, hubo un gran número de personas que otorgaron altas calificaciones al restaurante (recibiendo este alrededor de 8000 calificaciones con la máxima puntuación posible). El 10 de agosto del mismo año, se eliminaron la mayoría de las opiniones de Google Maps. Además, el restaurante progresó muchísimo a causa de la viralización en redes sociales y el masivo apoyo recibido.

### Sucesos posteriores
Un artículo publicado en el Josei Jishin en diciembre del mismo año afirma que, después del altercado, los fanáticos de los trenes fueron a disculparse con el ciclista. Niki aceptó la disculpa diciendo que en aquel momento no entendía lo que estaba sucediendo.
El 31 de diciembre de 2021, en Comic Market 99, el ciclista apareció en el lugar donde se reunían los fanáticos de los trenes.

## Repercusiones
En respuesta a los acontecimientos, se hicieron en Internet muchos collages relacionados con el ciclista de Enoden, y este mismo publicó varios collages y memes en Instagram. Los seguidores de Niki en Instagram superaron los 45 000 en número. Se comenzó a vender camisetas y sudaderas con imágenes de Niki en el restaurante mexicano propiedad de este, así como pegatinas de LINE.